# Йоахим фон Мандершайд-Нойербург-Вирнебург
Йоахим фон Мандершайд-Нойербург-Вирнебург (на немски: Joachim, Graf von Manderscheid-Neuerburg-Virneburg; * ок. 1540; † 9 септември 1582, Нойербург) е граф на Мандершайд-Нойербург-Вирнебург, господар на Меерфелд и Бетенфелд и губернатор на Люксембург.

## Произход и наследство
Той е син на Дитрих V фон Мандершайд, господар на Шлайден, Вирнебург, Зафенбург, Кроненбург, Нойербург (1508 – 1560) и съпругата му Ерика фон Валдек-Айзенберг (1511 – 1560), вдовица на граф Еберхард IV фон дер Марк-Аренберг, бургграф на Брюксел († 1532), дъщеря на граф Филип III фон Валдек-Айзенберг († 1539) и Аделхайд фон Хоя († 1513). Брат е на граф Дитрих VI фон Мандершайд-Керпен-Вертхайм (1538 – 1593).
Йоахим наследява на 1 март 1593 г. бездетния си брат Дитрих VI фон Мандершайд.
Умира на 9 септември 1582 г. в Нойербург и е погребан в Шлайден.

## Фамилия
Йоахим се жени на 9 септември 1566 г. за Магдалена фон Насау-Идщайн-Висбаден (* 1546; † 16 април 1604, Вирнебург), дъщеря на граф Адолф IV фон Насау-Идщайн-Висбаден (1518 – 1556) и Франсоаз Люксембургска († 1566). Те имат децата:
- Елизабет Амалия фон Мандершайд-Шлайден (* 27 юли 1569; † 26 октомври 1621), наследничка на Графство Вирнебург, омъжена на 27 април 1592 г. за граф Кристоф Лудвиг фон Льовенщайн-Вертхайм-Вирнебург (* 3 май 1568; † 17 февруари 1618)
- Анна Амалия фон Мандершайд (* 8 август 1570; † 16 юли 1603), сгодена на 18 ноември 1591 г., омъжена на 12 януари 1592 г. за граф Дитрих II фон Мандершайд-Кайл, господар на Кайл и Фалкенщайн (* 1563 или 1564; † 1613)
- Филип Дитрих фон Мандершайд-Шлайден (* 1 октомври 1571/1572, Вирнебург; † 26 октомври 1590, Падуа)
- Магдалена фон Мандершайд (* 21 май 1574; † 28 април 1639), сгодена на 18 юни 1606 г., омъжена на 19 юни 1606 г. във Вирнебург за граф Стен Акселинпойка фон Льовенхаупт фон Флакенщайн (* 14 януари 1586; † 18 януари 1645)
- Ерика фон Мандершайд-Шлайден (* 19 март/9 май 1576; † 2 юни 1616), омъжена за ландграф Вилхелм Георг фон Лойхтенберг (* 3 януари 1586; † 20 март 1634)
- дете фон Мандершайд-Шлайден (* 26 юни 1577; † 1577)
- Анна Салома фон Мандершайд (* 20 октомври 1578; † 5 април 1648), омъжена на 29 февруари 1604 г. за граф Карл фон Мандершайд-Геролщайн (* 18 август 1574; † 20 ноември 1649)
- Мария Катарина фон Мандершайд-Шлайден (* 24 ноември 1579, Холенфелс; † 7 март 1611, Кроненбург)
- Клаудия фон Мандершайд-Шлайден (* 7 октомври 1581; † 1 януари/14 декември 1622), омъжена на 22 ноември 1614 г. за вилд и рейнграф Ото II фон Кирбург-Дронекен-Вилденбург „Млади“, шведски губернатор на Елзас (* 9 август 1578; † 3 април 1637)
- Йоахим фон Мандершайд-Шлайден (* 19 февруари 1583; † 17 декември 1583)